# 8 mars 1932
Le mardi 8 mars 1932 est le 68e jour de l'année 1932.

## Naissances
- Abdelhafid Ihaddaden (mort le 11 juillet 1961), ingénieur atomicien algérien
- Alain Bernaud, compositeur français
- Charles Donald Bateman, inventeur canadien
- Jacques Ouaknin, rabbin français
- Jean Raynal, coureur cycliste français
- Medea Abrahamyan, violoncelliste arménienne
- Mostafa Chamran (mort le 20 juin 1981), homme politique iranien
- Patricia Dench, tireuse sportive australienne
- Rodolfo Quezada Toruño (mort le 4 juin 2012), prélat catholique
- Samiha Ayoub, actrice égyptienne

## Décès
- Charles Debierre (né le 31 octobre 1853), homme politique français
- Paul Couissin (né le 10 avril 1885), historien français